# Mary Scott
Mary Scott, née le 31 août 1647 et morte le 11 mars 1661, 3e comtesse de Buccleuch et comtesse de Tarras, est une jeune pairesse écossaise, fille de Francis Scott, deuxième comte de Buccleuch.
Mary succède à son père à l'âge de quatre ans, quand il meurt en 1651. Le 9 février 1659, elle se marie avec Walter Scott d'Highchester (alors âgée d'à peine onze ans, tandis que son mari en a quatorze), qui est créé comte de Tarras un an plus tard. Cependant, elle meurt deux ans après, âgée de treize ans, en 1661, et son titre passe à sœur, Anne.